# Palau dels Condes de Toreno
El palau dels Condes de Toreno és un dels principals exemples d'arquitectura civil barroca de la ciutat d'Oviedo (Astúries, Espanya).

## Història
És obra de l'arquitecte Gregorio de la Roza, qui ho va edificar entre 1673 i 1675 per encàrrec de la família Malleza Doriga. Està situat en el número 5 de la plaça Porlier de la capital asturiana.

## Característiques
Els seus elements més significatius són la façana, asimètrica, feta a força de carreus i la portada, amb columnes i blasons disposats a cada costat d'una balconada central, i buits en forma de sageteres, balconades i finestres. A l'interior destaca un pati amb columnes toscanes, a més d'una monumental escala de pedra a la dreta.
L'edifici, declarat Monument Històric-Artístic va albergar la seu de la Biblioteca Pública Provincial (juntament amb el Centre Coordinador de Biblioteques i l'Arxiu Històric Provincial) des de febrer de 1958 fins a novembre de 1987. Actualment alberga la seu del Real Institut d'Estudis Asturians (RIDEA), entitat fundada en 1946 amb el propòsit d'estimular quantes recerques servissin al manteniment i enriquiment del patrimoni cultural i artístic de la regió en el seu vessant pròpiament asturià.
En el palau va néixer el polític i historiador José María Queipo de Pla, VII comte de Toreno, ambaixador enviat per la Junta General del Principat davant el govern anglès durant la Guerra de la Independència per recaptar la seva ajuda; també va ser diputat, president del Consell de Ministres i reformista.